# Dorian James
Pour les articles homonymes, voir James.
Dorian Lance James, né le 19 juin 1981 au Cap, est un joueur sud-africain de badminton.
Dorian James participe au tournoi de double messieurs des Jeux olympiques d'été de 2004 à Athènes avec Stewart Carson ; il est éliminé dès le premier tour.
Aux Jeux africains de 2007 à Alger, il est médaillé d'argent en double messieurs avec Willem Viljoen et en équipe mixte.
Le duo James-Viljoen est défait en finale du double messieurs des Jeux africains de 2011 à Maputo et éliminé en phase de poules du double messieurs des Jeux olympiques d'été de 2012 à Londres.
Il remporte aux Championnats d'Afrique de badminton la médaille d'or en double messieurs en 2011 et 2012, la médaille d'or en double mixte en 2010 et 2012, la médaille d'or par équipe mixte en 2002, 2004, 2006, 2009 et 2011. Il est médaillé d'argent de double mixte en 2006 et 2011, médaillé d'argent de double messieurs en 2006 et 2009. Il obtient aussi la médaille de bronze en double messieurs en 2004 et 2010 et la médaille de bronze en double mixte en 2002, 2004 et 2009.